# Лахиш (город)
Лахи́ш (ивр. לָכִישׁ‎, др.-греч. Λαχίς, лат. Lachis) — древний библейский город, располагавшийся в южном Ханаане, ныне Тель-эд-Дувейр (Тель-Лахиш) в государстве Израиль. Впервые упоминается в амарнских табличках как Лакиша (EA 287, 288, 328, 329, 335).
Располагается в 30 км к юго-востоку от Ашкелона и 23 км к западу от Хеврона. В 1994 году объявлен Израилем археологическим парком национального значения.

## История
Основан во 3-м тыс. до н. э., укреплён в начале 2-го тыс. до н. э. На внутренней поверхности фрагмента горлышка керамической чаши, предположительно привезённой с Кипра и датированной возрастом примерно 1450 лет до н. э., есть написанный по диагонали текст, сделанный тёмными чернилами, от которого сохранилось лишь несколько букв. Это один из самых ранних образцов письменного использования алфавита.
Древнейшим текстом из Лахиша является надпись из 17 букв древнеханаанейским письмом на гребне из слоновой кости, датируемом ~1 700 лет до нашей эры, найденная в Лахише в 2017 году. Надпись была расшифрована в 2022 году и она гласит: «Пусть этот бивень вырвет вшей из волос и бороды».
Согласно Библии, город был разрушен Иисусом Навином.
Город был восстановлен в эпоху царя Соломона, и с этого времени являлся важным укреплённым пунктом на южной границе Иудейского царства на караванном пути с юга Средиземноморского побережья в Иудейские горы. Город упоминается в Библии в списке городов, укрепленных царем Иудейского царства Ровоамом (Паралипоменон 2, 11, 7), был разрушен во время похода фараона Шешонка (предположительно, Шешонк I), потом восстановлен.
В 760 году до н. э. город был поврежден землетрясением (в правление иудейского царя Озии), и снова восстановлен.
Следующее разрушение города произошло в 701 году до н. э. во время похода ассирийского царя Синаххериба на Иудейское царство.
Лахиш был снова восстановлен и окончательно разрушен в 586 году до н. э. во время похода Навуходоносора на Иудейское царство.
После возвращения иудеев из Вавилонского пленения, Лахиш был отстроен, но оставался небольшим городком, окончательно потерявшим своё значение в эллинистический период и оставленным жителями.

## Археологические находки
Барельеф, запечатливший взятие Лахиша в 701 году до н. э., был открыт английскими археологами в Ниневии, столице Ассирии и перевезён в Британский музей, где находится по сей день. Насыпь, которая была сооружена ассирийскими солдатами для подвоза тарана и других осадных орудий под стены города Лахиша, раскопана археологами.
Также в Лахише обнаружено большое количество остраконов с еврейскими надписями палеоеврейским шрифтом, так называемые «лахишские письма». Эти остраконы датируются VI веком до н. э. и являются ценным свидетельством, проливающим свет на повседневную жизнь города незадолго до Вавилонского пленения.